# Hypoprora tortuosa
Hypoprora tortuosa är en fjärilsart som beskrevs av Turner 1930. Hypoprora tortuosa ingår i släktet Hypoprora och familjen nattflyn. Inga underarter finns listade i Catalogue of Life.